# Sturekrönikan
Sturekrönikan är den avslutande delen av den s.k. Stora rimkrönikan. Sturekrönikan täcker åren 1452–96 och dess tidigaste bevarade version är nedskriven omkring år 1500. Namnet som gavs av G.E. Klemming kan vara något missvisande. Det är nämligen inte frågan om en krönika utan två. Den del som täcker åren 1452–87 skrevs troligen på uppdrag av Sten Sture den äldre mycket snart efter slutåret, medan slutavsnittet tillkommit nästan ett årtionde senare på initiativ av ärkebiskop Jakob Ulfsson. De två delarna har kopplats ihop med en teknik som påminner om den som använts i förbindelsedikten.
Första delen av Sturekrönikan har en stark tendens för Sten Stures politik, den andra delen kritiserar däremot honom skarpt och talar för att han bör avsättas som riksföreståndare.